# 東映の映画作品の一覧
東映の映画作品の一覧（とうえいのえいがさくひんのいちらん）は、東映が製作、または配給した映画（当社配給・制作に関与したOVA作品含む）の一覧である。

## 1950年代
- 日本戦歿学生の手記 きけ、わだつみの声
- ひめゆりの塔
- 米
- 純愛物語
- にっぽんGメンシリーズ
- 血槍富士（主演：片岡千恵蔵）
- 警視庁物語シリーズ（1956年 - 1964年）
- 大菩薩峠シリーズ（主演：片岡千恵蔵）
- いれずみ判官シリーズ（主演：片岡千恵蔵）
- 旗本退屈男シリーズ（主演：市川右太衛門）
- 水戸黄門シリーズ（主演：月形龍之介）
- 快傑黒頭巾シリーズ（主演：大友柳太朗）
- 丹下左膳シリーズ（1958年、主演：大友柳太朗）
- 新諸国物語笛吹童子シリーズ（主演：中村錦之助）
- 新諸国物語紅孔雀シリーズ（主演：中村錦之助）
- 一心太助シリーズ（主演：中村錦之助）
- 若さま侍捕物帖シリーズ（主演：大川橋蔵）
- 新吾十番勝負シリーズ（主演：大川橋蔵）
- 花笠若衆（主演：美空ひばり）

## 1960年代
- 人形佐七捕物帖シリーズ（1960年 - 1961年、主演：若山富三郎）
- 風来坊探偵シリーズ（主演：千葉真一、監督：深作欣二）
  - 風来坊探偵 赤い谷の惨劇（1961年）
- 宇宙快速船（1961年、主演：千葉真一）
- ファンキーハットの快男児シリーズ（主演：千葉真一、監督：深作欣二）
  - ファンキーハットの快男児（1961年）
  - ファンキーハットの快男児 二千万円の腕（1961年）
- 柳生武芸帳シリーズ（1961年 - 1963年、主演：近衛十四郎）
- 宮本武蔵シリーズ（1961年 - 1965年、主演：中村錦之助）
- 瞼の母（1962年、主演：中村錦之助）
- ちいさこべ（1962年、主演：中村錦之助）
- 事件記者シリーズ（主演：千葉真一）
  - 殺人鬼の誘惑（1963年）
- 特別機動捜査隊シリーズ
  - 特別機動捜査隊（1963年）
  - 特別機動捜査隊 東京駅に張り込め（1963年）
- 柔道一代シリーズ（主演：千葉真一）
  - 柔道一代（1963年）
- 白い熱球（1963年）
- 十三人の刺客（1963年、主演：片岡千恵蔵）
- 関の弥太っぺ（1963年、主演：中村錦之助）
- 五番町夕霧楼（1963年）
- 次郎長三国志シリーズ（1963年 - 1965年、主演：鶴田浩二）
- 人生劇場 飛車角シリーズ（1964年、1968年、主演：鶴田浩二）
- 日本侠客伝シリーズ（1964年 - 1971年、主演：高倉健）
- 飢餓海峡（1965年）
- 網走番外地シリーズ（1965年 - 1972年、主演：高倉健）
- 昭和残侠伝シリーズ（1965年 - 1972年、主演：高倉健）
- 海底大戦争（1966年、主演：千葉真一）
- 太陽に突っ走れ（1966年、主演：千葉真一）
- 子守唄シリーズ（主演：千葉真一）
  - 浪曲子守唄（1966年）
  - 続 浪曲子守唄（1967年）
- 黄金バット（1966年、主演：千葉真一）
- 兄弟仁義シリーズ（1966年）
- 柳ヶ瀬ブルース（1967年、主演：梅宮辰夫）
- あゝ同期の桜（1967年、監督：中島貞夫）
- 東映まんがまつり（1967年 -）
- 陸軍諜報33（1968年、主演：千葉真一）
- 極悪坊主シリーズ（1968年 - 1971年、主演：若山富三郎）
- 不良番長シリーズ（1968年 - 1972年、主演：梅宮辰夫）
- 極道シリーズ（1968年 - 1974年、主演：若山富三郎）
- 日本暗殺秘録（1969年、主演：千葉真一、監督：中島貞夫）
- 賞金稼ぎシリーズ（1969年 - 1972年、主演：若山富三郎）
- 右門捕物帖シリーズ（主演：大友柳太朗）
- 冷飯とおさんとちゃん（主演：中村錦之助）
- 越後つついし親不知
- 廓育ち
- 博徒シリーズ（主演：鶴田浩二）
- 博奕打ちシリーズ（主演：鶴田浩二）
- 緋牡丹博徒シリーズ（主演：藤純子）
- 現代やくざシリーズ（主演：菅原文太）
  - 現代やくざ 与太者の掟

## 1970年代
- やくざ刑事シリーズ（主演：千葉真一）
  - やくざ刑事（1970年）
  - やくざ刑事 マリファナ密売組織（1970年）
  - やくざ刑事 恐怖の毒ガス（1971年）
- 血染の代紋（1970年、主演：梅宮辰夫）
- 狼やくざシリーズ（主演：千葉真一）
  - 狼やくざ 殺しは俺がやる（1971年）
- まむしの兄弟シリーズ（1971年 - 1975年、主演：菅原文太）
- 麻薬売春Gメンシリーズ（主演：千葉真一）
  - 麻薬売春Gメン（1972年）
- 関東緋桜一家（1972年）
- ボディガード牙シリーズ（主演：千葉真一）
  - ボディガード牙（1973年）
- 東京-ソウル-バンコック 実録麻薬地帯（1973年、主演：千葉真一、監督：中島貞夫）
- ゴルゴ13シリーズ
  - ゴルゴ13（1973年、主演：高倉健、監督：佐藤純弥）
  - ゴルゴ13 九竜の首（1977年、主演：千葉真一、監督：野田幸男）
- 現代任侠史（1973年、監督：石井輝男）
- 仁義なき戦いシリーズ（1973年 - 74年、主演：菅原文太、監督：深作欣二）
- 殺人拳シリーズ（主演：千葉真一）
  - 激突! 殺人拳（1974年）
  - 殺人拳2（1974年）
  - 子連れ殺人拳（1976年）
- 地獄拳シリーズ（主演：千葉真一）
  - 直撃! 地獄拳（1974年）
- 山口組外伝 九州進攻作戦（1974年、監督：山下耕作）
- 暴力街（1974年、監督：五社英雄）
- 少林寺拳法（1975年、主演：千葉真一）
- けんか空手シリーズ（主演：千葉真一）
  - けんか空手 極真拳（1975年）
  - 空手バカ一代（1977年）
- 新幹線大爆破（1975年）
- 新仁義なき戦いシリーズ（1975年 - 1976年、主演：菅原文太、監督：深作欣二）
- トラック野郎シリーズ（1975年 - 1979年、主演：菅原文太、監督：鈴木則文）
- キンキンのルンペン大将（1976年、主演：愛川欽也、監督：石井輝男）
- 脱走遊戯（1976年、主演：千葉真一）
- 沖縄やくざ戦争（1976年、主演：松方弘樹・千葉真一）
- ドーベルマン刑事（1977年、主演：千葉真一、監督：深作欣二）
- 恐竜・怪鳥の伝説（1977年）
- 劇場版宇宙戦艦ヤマトシリーズ（1977年 - 1983年）
- サーキットの狼（1977年）
- 人間の証明（1977年）
- 日本の首領シリーズ（1977年 - 1978年、主演：佐分利信、監督：中島貞夫）
- 柳生一族の陰謀（1978年、主演：萬屋錦之介・千葉真一、監督：深作欣二）
- 冬の華（1978年）
- 宇宙からのメッセージ（1978年）
- 赤穂城断絶（1978年）
- 遊戯シリーズ（1978年 - 1979年、主演：松田優作、監督：村川透）
- 下落合焼とりムービー（1979年）
- 海のトリトン（1979年）
- 銀河鉄道999（1979年、1981年）

## 1980年代
1980年
- 二百三高地 （監督：舛田利雄）
- サイボーグ009 超銀河伝説

1981年
- 魔界転生（主演：千葉真一、監督：深作欣二）
- 冒険者カミカゼ -ADVENTURER KAMIKAZE-（主演：千葉真一）
- セーラー服と機関銃（監督：相米慎二）
- ダンプ渡り鳥（監督：関本郁夫）
- 野菊の墓（監督：澤井信一郎）

1982年
- 大日本帝国
- 鬼龍院花子の生涯
- FUTURE WAR 198X年
- 1000年女王
- わが青春のアルカディア

1983年
- 里見八犬伝（監督：深作欣二）
- 楢山節考（監督：今村昌平）
- 時をかける少女（監督：大林宣彦）

1984年
- スヌーピーとチャーリー・ブラウン（リバイバル）
- 空海
- 風の谷のナウシカ（監督：宮崎駿）
- コータローまかりとおる!（監督：鈴木則文）

1985年
- スヌーピーアドベンチャー（リバイバル、配給：東映クラシックフィルム株式会社）
- それから（監督：森田芳光）
- オーディーン 光子帆船スターライト（総監督：舛田利雄、監督：白土武、山本暎一）
- ビー・バップ・ハイスクールシリーズ（監督：那須博之）

1986年
- 極道の妻（おんな）たちシリーズ
- 死霊のえじき（東北新社との共同配給、配給：東映クラシックフィルム株式会社）
- 天空の城ラピュタ（監督：宮崎駿）
- メイプルタウン物語

1987年
- スケバン刑事シリーズ（監督：田中秀夫）
- あぶない刑事シリーズ
- 新メイプルタウン物語 パームタウン編
- ちょうちん
- アラカルト・カンパニー（配給：東映クラシックフィルム株式会社）
- 愛はクロスオーバー（配給：東映クラシックフィルム株式会社）

1988年
- ヘル・レイザー（東北新社は提供のみ、配給：東映クラシックフィルム株式会社）
- フライング 飛翔（東映との共同配給、配給：東映クラシックフィルム株式会社）
- 魁!!男塾

1989年
- 将軍家光の乱心 激突（アクション監督：千葉真一、監督：降旗康男）
- 黒い雨
- 魔女の宅急便（監督：宮崎駿）

## 1990年代
- 天と地と
- 夢のファンタジーワールド
  - シンデレラ（ワーナー・ブラザースと共同配給、ディズニー映画版、リバイバル）
  - ミッキーのたつまき騒動（ワーナー・ブラザースと共同配給）
  - きんぎょ注意報!
  - キャンディ・キャンディ
- 東映アニメフェア
- 東映スーパーヒーローフェア
- ストリートファイターII MOVIE
- パワーレンジャー・映画版（サバン・エンターテイメントとの共同製作、配給：20世紀フォックス）
- フィレンツェの風に抱かれて
- あぶない刑事リターンズ
- 新世紀エヴァンゲリオン劇場版 シト新生
- 新世紀エヴァンゲリオン劇場版 Air/まごころを、君に
- ヘルメス－愛は風の如く
- 失楽園
- パワーレンジャー・ターボ・映画版・誕生!ターボパワー（サバン・エンターテイメントとの共同製作、配給：20世紀フォックス、日本語版製作・日本国内配給）
- プライド・運命の瞬間
- あぶない刑事フォーエヴァー THE MOVIE
- 鉄道員（ぽっぽや）
- がんばっていきまっしょい
- GTO
- 爆走!ムーンエンジェル 北へ
- 逮捕しちゃうぞ THE MOVIE
- 機動戦艦ナデシコ -The prince of darkness-
- デジモンアドベンチャー

## 2000年代（2005年まで）
- 東映アニメフェア
  - ONE PIECE、デジモンシリーズ、プリキュアシリーズ等
- 太陽の法 エル・カンターレへの道
- バトル・ロワイアル
  - バトル・ロワイアル 特別篇
- man-hole
- 劇場版 仮面ライダーアギト PROJECT G4
- 劇場版 百獣戦隊ガオレンジャー 火の山、吼える
- RED SHADOW 赤影
- 頭文字D Third Stage -INITIAL D THE MOVIE-
- 宣戦布告
- 劇場版 仮面ライダー龍騎 EPISODE FINAL
- 忍風戦隊ハリケンジャー シュシュッと THE MOVIE
- T.R.Y.
- 魔界転生
- 命 (映画)
- 陽はまた昇る
- 半落ち
- バトル・ロワイアルII 鎮魂歌
- 劇場版 仮面ライダー555 パラダイス・ロスト
- 爆竜戦隊アバレンジャー DELUXE アバレサマーはキンキン中!
- 黄金の法 エル・カンターレの歴史観
- 恋人はスナイパー
- ゼブラーマン
- シルミド
- 映画 あたしンち
- 69 sixty nine
- 劇場版 仮面ライダー剣 MISSING ACE
- 特捜戦隊デカレンジャー THE MOVIE フルブラスト・アクション
- デビルマン
- 海猫
- 北の零年
- ONE PIECE THE MOVIE オマツリ男爵と秘密の島
- 映画 ふたりはプリキュア Max Heart
- 1リットルの涙
- マスク2
- 四日間の奇蹟
- フライ,ダディ,フライ
- 金色のガッシュベル メカバルカンの来襲
- 劇場版 仮面ライダー響鬼と7人の戦鬼
- 魔法戦隊マジレンジャー THE MOVIE インフェルシアの花嫁
- 鳶がクルリと
- 深紅
- まだまだあぶない刑事
- 仮面ライダー THE FIRST
- 同じ月を見ている
- 映画 ふたりはプリキュア Max Heart 2 雪空のともだち
- 男たちの大和/YAMATO

## 2006年
- 最終兵器彼女
- 燃ゆるとき
- ONE PIECE THE MOVIE カラクリ城のメカ巨兵
- タイフーン/TYPHOON
- 明日の記憶
- バルトの楽園
- 劇場版 仮面ライダーカブト GOD SPEED LOVE
- 轟轟戦隊ボウケンジャー THE MOVIE 最強のプレシャス
- アキハバラ@DEEP
- 永遠の法 The Laws of Eternity
- スケバン刑事 コードネーム=麻宮サキ
- ただ、君を愛してる
- TANNKA 短歌
- ありがとう
- 映画 ふたりはプリキュア Splash Star チクタク危機一髪!
- デジモンセイバーズ3D デジタルワールド危機イッパツ!
- デジモンセイバーズ THE MOVIE 究極パワー! バーストモード発動!
- 大奥

## 2007年
- Dear Friends
- エクステ
- ONE PIECE エピソードオブアラバスタ 砂漠の王女と海賊たち
- 龍が如く 劇場版
- 大帝の剣
- 俺は、君のためにこそ死ににいく
- 憑神
- 劇場版 仮面ライダー電王 俺、誕生!
- 電影版 獣拳戦隊ゲキレンジャー ネイネイ!ホウホウ!香港大決戦
- ワルボロ
- 包帯クラブ
- ローグ アサシン（アスミック・エースとの共同配給）
- 劇場版CLANNAD
- EX MACHINA -エクスマキナ-
- 仮面ライダー THE NEXT
- オリヲン座からの招待状
- 映画 Yes!プリキュア5 鏡の国のミラクル大冒険!
- XX（エクスクロス） 魔境伝説
- 茶々 天涯の貴妃

## 2008年
- KIDS
- ONE PIECE THE MOVIE エピソードオブチョッパー+ 冬に咲く、奇跡の桜
- モンゴル
- 劇場版 仮面ライダー電王&キバ クライマックス刑事
- 相棒 -劇場版- 絶体絶命! 42.195km 東京ビッグシティマラソン
- 春よこい
- 神様のパズル
- クライマーズ・ハイ（ギャガとの共同配給）
- カメレオン
- 劇場版 仮面ライダーキバ 魔界城の王
- 炎神戦隊ゴーオンジャー BUNBUN!BANBAN!劇場BANG!!
- フライング☆ラビッツ
- おろち
- 三本木農業高校、馬術部
- 劇場版 さらば仮面ライダー電王 ファイナル・カウントダウン
- しあわせのかおり
- まぼろしの邪馬台国
- 映画 Yes!プリキュア5GoGo! お菓子の国のハッピーバースディ♪
- ラブファイト
- 劇場版 ゲゲゲの鬼太郎 日本爆裂!!

## 2009年
- 劇場版 炎神戦隊ゴーオンジャーVSゲキレンジャー
- 少年メリケンサック
- 激情版 エリートヤンキー三郎
- 映画 プリキュアオールスターズDX みんなともだちっ☆奇跡の全員大集合!
- 釣りキチ三平
- 相棒シリーズ 鑑識・米沢守の事件簿
- おっぱいバレー（ワーナー・ブラザース映画と共同配給）
- 劇場版 超・仮面ライダー電王&ディケイド NEOジェネレーションズ 鬼ヶ島の戦艦
- BABY BABY BABY! -ベイビィ ベイビィ ベイビィ-
- 劒岳 点の記
- 劇場版 仮面ライダーディケイド オールライダー対大ショッカー
- 侍戦隊シンケンジャー 銀幕版 天下分け目の戦
- 火天の城
- とびだす!3D 東映アニメまつり きかんしゃ やえもん
- さまよう刃
- 仏陀再誕 The REBIRTH of BUDDHA
- 映画 フレッシュプリキュア! おもちゃの国は秘密がいっぱい!?
- 笑う警官
- 劔岳 撮影の記 標高3000メートル、激闘の873日
- E.YAZAWA ROCK
- 仮面ライダー×仮面ライダー W&ディケイド MOVIE大戦2010
- ONE PIECE FILM STRONG WORLD
  - ONE PIECE FILM STRONG WORLD EPISODE:0（OVA作品）

## 2010年
- 今度は愛妻家
- 侍戦隊シンケンジャーVSゴーオンジャー 銀幕BANG!!
- 交渉人 THE MOVIE タイムリミット高度10,000mの頭脳戦
- 花のあと
- 誰かが私にキスをした
- 映画 プリキュアオールスターズDX2 希望の光☆レインボージュエルを守れ!
- ゼブラーマン -ゼブラシティの逆襲-
- 仮面ライダー×仮面ライダー×仮面ライダー THE MOVIE 超・電王トリロジー
  - EPISODE RED ゼロのスタートウィンクル
  - EPISODE BLUE 派遣イマジンはNEWトラル
  - EPISODE YELLOW お宝DEエンド・パイレーツ
- 孤高のメス
- ソフトボーイ
- 必死剣 鳥刺し
- 仮面ライダーW FOREVER AtoZ/運命のガイアメモリ
- 天装戦隊ゴセイジャー エピックON THEムービー
- 劇場版 怪談レストラン
- ルー=ガルー
- 君が踊る、夏
- 桜田門外ノ変
- Myway Highway
- 映画 ハートキャッチプリキュア! 花の都でファッションショー…ですか!?
- 劇場版3D あたしンち 情熱のちょ〜超能力♪母大暴走!
- 行きずりの街
- バトル・ロワイアル3D（R15+）
- 仮面ライダー×仮面ライダー オーズ&ダブル feat.スカル MOVIE大戦CORE
- 相棒 -劇場版II- 警視庁占拠! 特命係の一番長い夜

## 2011年
- 天装戦隊ゴセイジャーVSシンケンジャー エピックon銀幕
- ジーン・ワルツ
- 男たちの挽歌 A BETTER TOMORROW（PG12）
- わさお
- 映画 プリキュアオールスターズDX3 未来にとどけ! 世界をつなぐ☆虹色の花
- ジャンプ HEROES film
  - ONE PIECE 3D 麦わらチェイス
  - トリコ 3D 開幕!グルメアドベンチャー!!
- オーズ・電王・オールライダー レッツゴー仮面ライダー
- これでいいのだ!!映画★赤塚不二夫
- 手塚治虫のブッダ -赤い砂漠よ!美しく-（ワーナー・ブラザース映画との共同配給）
- ゴーカイジャー ゴセイジャー スーパー戦隊199ヒーロー大決戦
- デンデラ
- 小川の辺
- 大鹿村騒動記
- 劇場版 仮面ライダーオーズ WONDERFUL 将軍と21のコアメダル
- 海賊戦隊ゴーカイジャー THE MOVIE 空飛ぶ幽霊船
- 探偵はBARにいる（PG12）
- アジョシ（R15+）
- 僕たちは世界を変えることができない。But,we wanna build a school in Cambodia.
- ツレがうつになりまして。
- カメリア
- 映画 スイートプリキュア♪ とりもどせ! 心がつなぐ奇跡のメロディ♪
- 1911
- ハードロマンチッカー（R15+）
- 仮面ライダー×仮面ライダー フォーゼ&オーズ MOVIE大戦MEGA MAX
- 聯合艦隊司令長官 山本五十六 -太平洋戦争70年目の真実-

## 2012年
- 海賊戦隊ゴーカイジャーVS宇宙刑事ギャバン THE MOVIE
- マイウェイ 12,000キロの真実（CJエンタテインメント・ジャパンとの共同配給）
- はやぶさ 遥かなる帰還（アスミック・エースが配給協力）
- 映画 プリキュアオールスターズNewStage みらいのともだち
- 僕達急行 A列車で行こう
- 仮面ライダー×スーパー戦隊 スーパーヒーロー大戦
- HOME 愛しの座敷わらし
- 虹色ほたる 〜永遠の夏休み〜
- 外事警察 その男に騙されるな（S・D・Pとの共同配給）
- 愛と誠（角川映画との共同配給）（PG12）
- 臨場 劇場版
- 苦役列車（R15+）
- 仮面ライダーフォーゼ THE MOVIE みんなで宇宙キターッ!
- 特命戦隊ゴーバスターズ THE MOVIE 東京エネタワーを守れ!
- 山下達郎 シアター・ライヴ PERFORMANCE 1984-2012[1]
- PIECE 〜記憶の欠片〜
- 莫逆家族 -バクギャクファミーリア（PG12）
- ハーバー・クライシス <湾岸危機> Black & White Episode1
- アシュラ
- 新しい靴を買わなくちゃ
- 宇宙刑事ギャバン THE MOVIE
- 映画 スマイルプリキュア! 絵本の中はみんなチグハグ!
- 旅の贈りもの 明日へ（配給協力 配給：キノフィルムズ）
- 北のカナリアたち
- ぼくが処刑される未来
- 仮面ライダー×仮面ライダー ウィザード&フォーゼ MOVIE大戦アルティメイタム
- ONE PIECE FILM Z

## 2013年
- 特命戦隊ゴーバスターズVS海賊戦隊ゴーカイジャー THE MOVIE
- つやのよる ある愛に関わった、女たちの物語（R15+）
- 恋する歯車（PG12）
- ヒンデンブルグ 第三帝国の陰謀
- 草原の椅子
- 映画 プリキュアオールスターズNewStage2 こころのともだち
- 相棒シリーズ X DAY
- ドラゴンボールZ 神と神（20世紀フォックス映画との共同配給、IMAX同時公開）
- 仮面ライダー×スーパー戦隊×宇宙刑事 スーパーヒーロー大戦Z
- 探偵はBARにいる2 ススキノ大交差点（PG12）
- 中学生円山
- くちづけ
- 二流小説家 〜シリアリスト〜
- 忍たま乱太郎 夏休み宿題大作戦!の段
- 劇場版 トリコ 美食神の超食宝
- 劇場版 仮面ライダーウィザード in Magic Land
- 劇場版 獣電戦隊キョウリュウジャー ガブリンチョ・オブ・ミュージック
- キャプテンハーロック -SPACE PIRATE CAPTAIN HARLOCK-
- おしん
- 映画 ドキドキ!プリキュア マナ結婚!!?未来につなぐ希望のドレス
- ばしゃ馬さんとビッグマウス
- ルームメイト（PG12）
- 利休にたずねよ
- 仮面ライダー×仮面ライダー 鎧武&ウィザード 天下分け目の戦国MOVIE大合戦

## 2014年
- 獣電戦隊キョウリュウジャーVSゴーバスターズ 恐竜大決戦! さらば永遠の友よ
- エレニの帰郷（PG12）
- 僕は友達が少ない（PG12）
- BUDDHA2 手塚治虫のブッダ -終わりなき旅-
- 魔女の宅急便
- 偉大なる、しゅららぼん（アスミック・エースとの共同配給）
- 映画 プリキュアオールスターズNewStage3 永遠のともだち
- 平成ライダー対昭和ライダー 仮面ライダー大戦 feat.スーパー戦隊
- サクラサク
- L♥DK
- 相棒 -劇場版III- 巨大密室! 特命係 絶海の孤島へ
- 俺たち賞金稼ぎ団
- キカイダー REBOOT
- わたしのハワイの歩きかた
- 聖闘士星矢 Legend of Sanctuary
- 劇場版 仮面ライダー鎧武 サッカー大決戦!黄金の果実争奪杯!
- 烈車戦隊トッキュウジャー THE MOVIE ギャラクシーラインSOS
- 幕末高校生
- 喰女-クイメ-（PG12）
- イン・ザ・ヒーロー
- ふしぎな岬の物語
- 映画 ハピネスチャージプリキュア! 人形の国のバレリーナ
- 25 NIJYU-GO（R15+）
- 楽園追放 -Expelled from Paradise-（配給協力 配給：ティ・ジョイ）
- 想いのこし
- 劇場版 アイカツ!
- 仮面ライダー×仮面ライダー ドライブ&鎧武 MOVIE大戦フルスロットル
- 真夜中の五分前

## 2015年
- アゲイン 28年目の甲子園
- 烈車戦隊トッキュウジャーVSキョウリュウジャー THE MOVIE
- 映画 深夜食堂
- 悼む人（R15+）
- 花とアリス殺人事件（配給協力 配給：ティ・ジョイ）
- さいはてにて-やさしい香りと待ちながら-
- 幕が上がる（配給協力 配給：ティ・ジョイ）
- 幕が上がる、その前に。彼女たちのひと夏の挑戦（配給協力 配給：ティ・ジョイ）
- 映画 プリキュアオールスターズ 春のカーニバル♪
- スーパーヒーロー大戦GP 仮面ライダー3号
- ドラゴンボールZ 復活の「F」（20世紀フォックス映画が配給協力）（IMAX/4DX同時公開）
- 王妃の館
- ズタボロ（PG12）
- 天才バカヴォン〜蘇るフランダースの犬〜
- おかあさんの木
- 白魔女学園 オワリトハジマリ
- アリのままでいたい
- 劇場版 仮面ライダードライブ サプライズ・フューチャー
- 手裏剣戦隊ニンニンジャー THE MOVIE 恐竜殿さまアッパレ忍法帖!
- アイカツ! ミュージックアワード みんなで賞をもらっちゃいまSHOW!
- ガールズ・ステップ
- GAMBA ガンバと仲間たち
- 先輩と彼女
- 映画 Go!プリンセスプリキュア Go!Go!!豪華3本立て!!!
- 起終点駅 ターミナル
- デジモンアドベンチャー tri. 第1章「再会」（東映アニメーションとの共同配給）
- 海難1890
- 仮面ライダー×仮面ライダー ゴースト&ドライブ 超MOVIE大戦ジェネシス

## 2016年
- 手裏剣戦隊ニンニンジャーVSトッキュウジャー THE MOVIE 忍者・イン・ワンダーランド
- さらば あぶない刑事
- 女が眠る時（PG12）
- 珍遊記
- デジモンアドベンチャー tri.（東映アニメーションとの共同配給）
  - 第2章「決意」
  - 第3章「告白」
- 映画 プリキュアオールスターズ みんなで歌う♪奇跡の魔法!
- 仮面ライダー1号
- リップヴァンウィンクルの花嫁
- 遊☆戯☆王 THE DARK SIDE OF DIMENSIONS
- スキャナー 記憶のカケラをよむ男
- ヒーローマニア-生活-（日活と共同配給）
- HK 変態仮面 アブノーマル・クライシス
- 星籠の海 探偵ミタライの事件簿
- サブイボマスク
- 日本で一番悪い奴ら（日活と共同配給、R15+）
- 全員、片想い
- ONE PIECE FILM GOLD（4DX/MX4D同時公開）
- 劇場版 仮面ライダーゴースト 100の眼魂とゴースト運命の瞬間
- 劇場版 動物戦隊ジュウオウジャー ドキドキサーカスパニック!
- 劇場版アイカツスターズ!
- ディアスポリス -DIRTY YELLOW BOYS-（PG12）
- CUTIE HONEY -TEARS-
- 少女
- バースデーカード
- 映画 魔法つかいプリキュア! 奇跡の変身!キュアモフルン!
- ぼくのおじさん
- 続・深夜食堂
- 幸福のアリバイ〜Picture〜
- 疾風ロンド
- 仮面ライダー平成ジェネレーションズ Dr.パックマン対エグゼイド&ゴーストwithレジェンドライダー
- ポッピンQ

## 2017年
- 劇場版 動物戦隊ジュウオウジャーVSニンニンジャー 未来からのメッセージ from スーパー戦隊
- キセキ -あの日のソビト-
- 相棒 -劇場版IV- 首都クライシス 人質は50万人! 特命係 最後の決断
- デジモンアドベンチャー tri.（東映アニメーションとの共同配給）
  - 第4章「喪失」
  - 第5章「共生」
- 映画 プリキュアドリームスターズ!
- 仮面ライダー×スーパー戦隊 超スーパーヒーロー大戦
- 暗黒女子（ショウゲートと共同配給）
- 花戦さ
- TAP THE LAST SHOW
- パワーレンジャー
- 映画版 JKニンジャガールズ
- 劇場版 仮面ライダーエグゼイド トゥルー・エンディング
- 宇宙戦隊キュウレンジャー THE MOVIE ゲース・インダベーの逆襲
- ユリゴコロ（日活と共同配給）（PG12）
- 映画 キラキラ☆プリキュアアラモード パリッと!想い出のミルフィーユ!
- 探偵はBARにいる3
- ムーミン谷とウィンターワンダーランド
- 仮面ライダー平成ジェネレーションズ FINAL ビルド&エグゼイドwithレジェンドライダー

## 2018年
- 劇場版 マジンガーZ INFINITY
- 北の桜守
- 映画 プリキュアスーパースターズ!
- honey（ショウゲートと共同配給）
- デジモンアドベンチャー tri. 第6章「ぼくらの未来」（東映アニメーションとの共同配給）
- 孤狼の血（R15+）
- 仮面ライダーアマゾンズ THE MOVIE 最後ノ審判（4DX/MX4D同時公開）
- 終わった人
- パンク侍、斬られて候
- 劇場版 仮面ライダービルド Be The One
- 快盗戦隊ルパンレンジャーVS警察戦隊パトレンジャー en film
- 劇場版 七つの大罪 天空の囚われ人
- 食べる女（PG12）
- 覚悟はいいかそこの女子。
- 映画 HUGっと!プリキュア♡ふたりはプリキュア オールスターズメモリーズ
- 走れ!T校バスケット部
- souvenir the movie　～Mariya Takeuchi Theater Live～
- ドラゴンボール超 ブロリー（20世紀フォックス映画が配給協力、IMAX/4DX/MX4D同時公開）
- 平成仮面ライダー20作記念 仮面ライダー平成ジェネレーションズ FOREVER

## 2019年
- 愛唄 -約束のナクヒト-
- BACK STREET GIRLS -ゴクドルズ-
- 翔んで埼玉
- 映画 プリキュアミラクルユニバース
- L♡DK ひとつ屋根の下、「スキ」がふたつ。
- 麻雀放浪記2020（PG12）
- 多十郎殉愛記（よしもとクリエイティブ・エージェンシーと共同配給）
- 東映まんがまつり
  - 映画 おしりたんてい カレーなる じけん
  - えいが うちの3姉妹
  - 映画 爆釣バーハンター 謎のバーコードトライアングル！爆釣れ！神海魚ポセイドン
  - りさいくるずー
- 轢き逃げ 最高の最悪な日（Dolby Cinema同時公開）
- うちの執事が言うことには
- 小さな恋のうた
- ホットギミック ガールミーツボーイ
- MONGOL800 -message-
- 劇場版 仮面ライダージオウ Over Quartzer
- 騎士竜戦隊リュウソウジャー THE MOVIE タイムスリップ!恐竜パニック!!
- ONE PIECE STAMPEDE（4DX/MX4D同時公開）
- 見えない目撃者（R15+）
- 映画 スター☆トゥインクルプリキュア 星のうたに想いをこめて
- 閉鎖病棟 -それぞれの朝-（PG12）
- カツベン!
- 仮面ライダー 令和 ザ・ファースト・ジェネレーション

## 2020年
- シグナル100（R15+）
- 犬鳴村
- 劇場版 騎士竜戦隊リュウソウジャーVSルパンレンジャーVSパトレンジャー
- 魔進戦隊キラメイジャー エピソードZERO
- デジモンアドベンチャー LAST EVOLUTION 絆
- 初恋（PG12）
- がんばれいわ!!ロボコン ウララ〜!恋する汁なしタンタンメン!!の巻
- 人体のサバイバル!
- 東映まんがまつり（2020年版）
- みをつくし料理帖
- 映画 プリキュアミラクルリープ みんなとの不思議な1日
- 461個のおべんとう
- 魔女見習いをさがして
- サイレント・トーキョー
- 劇場版 仮面ライダーゼロワン REAL×TIME
- 劇場短編 仮面ライダーセイバー 不死鳥の剣士と破滅の本
- LIP×LIP FILM×LIVE〜この世界の楽しみ方〜

## 2021年
- 樹海村（4DX/MX4D同時公開）
- シン・エヴァンゲリオン劇場版:||（東宝・カラーとの共同配給・IMAX/Dolby Cinema/4DX/MX4D同時公開）
- 劇場版 美少女戦士セーラームーンEternal
  - 前編
  - 後編
- 魔進戦隊キラメイジャー THE MOVIE ビー・バップ・ドリーム
- 騎士竜戦隊リュウソウジャー 特別編 メモリー・オブ・ソウルメイツ
- 機界戦隊ゼンカイジャー THE MOVIE 赤い戦い! オール戦隊大集会!!
- 映画 ヒーリングっど♥プリキュア ゆめのまちでキュン!っとGoGo!大変身!!
  - 映画 トロピカル〜ジュ!プリキュア プチ とびこめ!コラボ♡ダンスパーティ!
- BLUE/ブルー
- 映画 さよなら私のクラマー ファーストタッチ
- いのちの停車場
- 胸が鳴るのは君のせい
- 劇場版 七つの大罪　光に呪われし者たち
- セイバー+ゼンカイジャー スーパーヒーロー戦記
  - 劇場版 仮面ライダーリバイス
- 東映まんがまつり（2021年版）
- 孤狼の血 LEVEL2（R15+）
- 総理の夫（日活との共同配給）
- 科捜研の女 -劇場版-
- 劇場版 ルパンの娘
- 映画 トロピカル〜ジュ!プリキュア 雪のプリンセスと奇跡の指輪!
- 老後の資金がありません!
- 仮面ライダー ビヨンド・ジェネレーションズ

## 2022年
- ブルーサーマル
- 映画おしりたんてい シリアーティ
  - 映画おしりたんてい 夢のジャンボスイートポテト祭り
- 劇場版 銀河鉄道999 ドルビーシネマ版
  - さよなら銀河鉄道999 -アンドロメダ終着駅- ドルビーシネマ版
- ハケンアニメ!
- ONE PIECE FILM RED（IMAX/Dolby Cinema/4DX/MX4D同時公開）
- 劇場版 仮面ライダーリバイス バトルファミリア
  - 暴太郎戦隊ドンブラザーズ THE MOVIE 新・初恋ヒーロー
  - お昼のショッカーさん THE ムービィー
- ドラゴンボール超 スーパーヒーロー（IMAX/Dolby Cinema/4DX/MX4D同時公開）
- 太陽とボレロ
- 妖怪シェアハウスー白馬の王子様じゃないん怪ー
- 「宮本武蔵」全5部作 4Kデジタルリマスター版
- 大怪獣のあとしまつ（松竹と共同配給）
- ハウ
- 牛首村
- 映画 デリシャスパーティ♡プリキュア 夢みる♡お子さまランチ!
  - わたしだけのお子さまランチ
- ヘルドッグス
- 僕が愛したすべての君へ/君を愛したひとりの僕へ
- 天間荘の三姉妹
- THE FIRST SLAM DUNK
- 仮面ライダーギーツ×リバイス MOVIEバトルロワイヤル

## 2023年
- レジェンド&バタフライ（PG12）
- リボルバー・リリー
- シン・仮面ライダー（PG12）
- 劇場版 美少女戦士セーラームーンCosmos
  - 前編
  - 後編
- 翔んで埼玉 〜琵琶湖より愛をこめて〜
- おとななじみ
- 忌怪島/きかいじま
- 聖闘士星矢 The Beginning
- 映画 仮面ライダーギーツ 4人のエースと黒狐
  - 映画 王様戦隊キングオージャー アドベンチャー・ヘブン
- Gメン
- 鬼太郎誕生 ゲゲゲの謎（PG12）
- 映画 プリキュアオールスターズF
- ONE PIECE FILM RED（4Kアップコンバート&リテイク特別版）
- キリエのうた
- BAD LANDS バッド・ランズ
- 劇場版アイドリッシュセブンLIVE 4bit BEYOND THE PERiOD
- 禁じられた遊び
- デジモンアドベンチャー02 THE BEGINNING
- 法廷遊戯
- 仮面ライダー THE WINTER MOVIE ガッチャード&ギーツ 最強ケミー★ガッチャ大作戦

## 2024年
- 身代わり忠臣蔵
- 帰ってきた あぶない刑事
- BELIEVE 日本バスケを諦めなかった男たち
- 映画おしりたんてい さらば愛しき相棒（おしり）よ
- 逃走中 THE MOVIE:TOKYO MISSION
- 仮面ライダー THE SUMMER MOVIE 2024
  - 仮面ライダーガッチャード ザ・フューチャー・デイブレイク
  - 爆上戦隊ブンブンジャー 劇場BOON! プロミス・ザ・サーキット
- THE FIRST SLAM DUNK（復活上映）
- わんだふるぷりきゅあ!ざ・むーびー! ドキドキ♡ゲームの世界で大冒険!
- 鬼太郎誕生 ゲゲゲの謎 真生版（PG15）
- ボルテスV レガシー
- 楽園追放 -Impelled by 10th Anniversary- 2週間限定4Kアップコンバート版リバイバル上映
- 十一人の賊軍（Dolby Cinema、PG12）
- 不思議の国のシドニ
- 風都探偵 仮面ライダースカルの肖像
- 【推しの子】-The Final Act-

## 2025年
- 室町無頼
- 35年目のラブレター
- 結束、その先へ〜侍たちの苦悩と希望〜
- あめだま
- 宝島（ソニー・ピクチャーズ エンタテインメントと共同配給）
- 大きな玉ねぎの下で
- 花まんま
- 映画おしりたんてい スター・アンド・ムーン
- でっちあげ〜殺人教師と呼ばれた男
- BADBOYS -THE MOVIE-
- この夏の星を見る
- 仮面ライダーガヴ&ナンバーワン戦隊ゴジュウジャー Wヒーロー夏映画2025
  - 仮面ライダーガヴ お菓子の家の侵略者
  - ナンバーワン戦隊ゴジュウジャー 復活のテガソード
- ChaO
- 映画 キミとアイドルプリキュア♪ お待たせ!キミに届けるキラッキライブ!
- Dear Stranger／ディア・ストレンジャー
- ゾンビランドサガ ゆめぎんがパラダイス
- ペリリュー -楽園のゲルニカ-
- 劇場版総集編 ガールズバンドクライ【前編】青春狂走曲 / 劇場版総集編 ガールズバンドクライ【後編】なぁ、未来
- 港のひかり
- 楓（アスミック・エースとの共同配給）

## 2026年
- 劇場版「僕の心のヤバイやつ」（仮）
- 楽園追放 心のレゾナンス